# Naturschutzgebiet Conventer See
Koordinaten: 54° 8′ 30,9″ N, 11° 53′ 8,4″ O

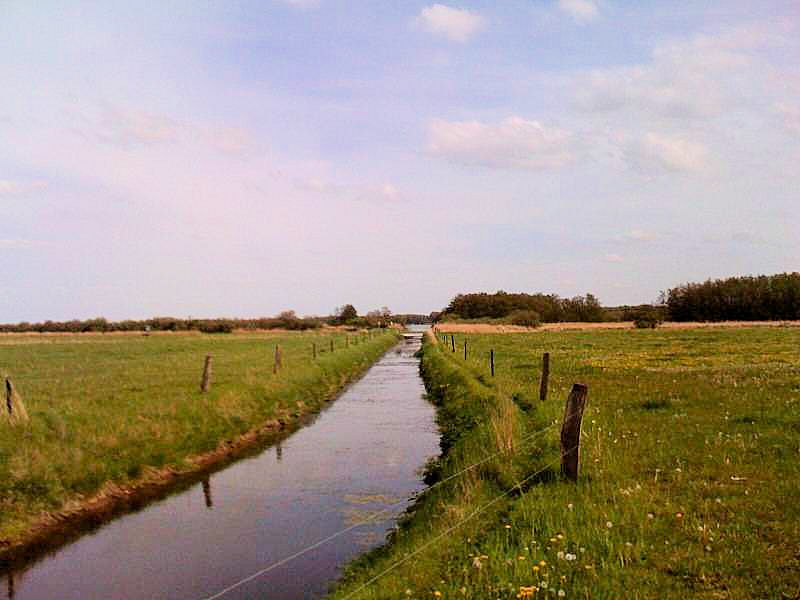
Blick von der Jemnitzer Schleuse

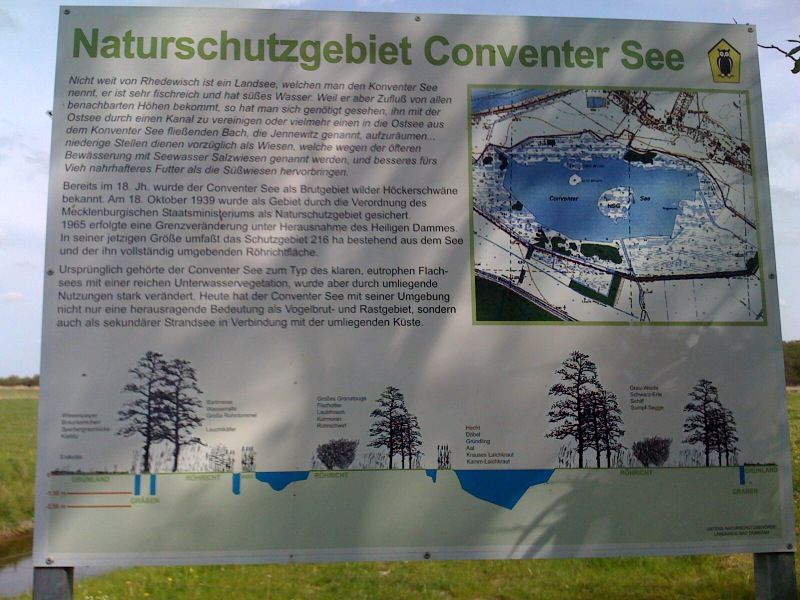
Informationstafel

Das Naturschutzgebiet Conventer See ist ein 216 Hektar umfassendes Naturschutzgebiet in der Gemeinde Börgerende-Rethwisch in Mecklenburg-Vorpommern. Es handelt sich um einen durch Küstenschutzanlagen abgeriegelten Strandsee, der eine hohe Bedeutung für die Vogelwelt als Brut- und Rastgebiet besitzt. Das Schutzgebiet umfasst den Conventer See mit angrenzenden Flächen und befindet sich zwischen den Orten Heiligendamm und Börgerende ungefähr drei Kilometer nördlich von Bad Doberan. Die Ausweisung erfolgte am 18. Oktober 1939. Der Gebietszustand wird als unbefriedigend eingestuft, da Stoffeinträge, Entwässerung und Ausbaggerung sich nachteilig auswirken. Ein Einblick in das Schutzgebiet ist vom Jemnitzsperrwerk möglich. Die eigentlichen Flächen dürfen nicht betreten werden.

## Geschichte und Wasserhaushalt
Die heute vom See ausgefüllte Niederung entstand als Ausschürfung in der letzten Eiszeit, die in den anschließenden Jahrtausenden mit einem Durchströmungsmoor durch südlich zufließendes Wasser vermoorte. Durch den Meeresspiegelanstieg im Rahmen der Litorina-Transgression bekam die Niederung über den Bach Jemnitz Anschluss an die offene Ostsee und ein Strandsee entstand. Sturmhochwasser schütteten teils mächtige Geröllstrandwälle („Heiliger Damm“) auf, die das Moor überlagerten. Es bildete sich ein mesotropher Flachsee, dessen heutige Wasserfläche 80 Hektar beträgt.
Die ersten menschlichen Nutzungen sind im Gebiet seit 1186 mit der Gründung des Doberaner Klosters belegt. Die den See umgebenden Flächen wurden als Acker- und Weideland genutzt. Im Jahr 1867 erfolgten Baumaßnahmen für den Küstenschutz. Auf dem Strandwall entstand ein Deich. Die Jemnitz wurde mit einem hölzernen Sperrwerk reguliert und ein Ringdeich wurde um den See gezogen.
Seit den 1950er Jahren wurden umfangreich Abwässer eingeleitet. Der See eutrophierte. In den 1960er Jahren erfolgten Baumaßnahmen zur Wasserregulation: Alle einströmenden Gewässer wurden in einen Ringgraben über die errichtete Jemnitzschleuse zur Ostsee umgeleitet. Ein Schöpfwerk entwässerte aktiv die Flächen. Es kam zu starken Moorsackungen, so dass die Flächen heute stellenweise einen Meter unter dem Meeresspiegel liegen.
Heutzutage sind die nördlich anschließenden Flächen als Küstenschutzgebiet nach Landeswassergesetz eingestuft. Der Landesgeneralplan für den Hochwasserschutz begründete weitere umfangreiche Baumaßnahmen im Jahr 2005. Die hydrologische Situation des Schutzgebietes wird so weiterhin beeinträchtigt.

## Pflanzen- und Tierwelt
Die im See ursprünglich vorkommenden Armleuchteralgen mit eingestreuten Großem Nixkraut sind nur noch rudimentär vorhanden. Es finden sich heute Kamm-Laichkraut, Krauses Laichkraut und vereinzelt Gemeines Hornblatt, Spiegelndes Laichkraut, Ähren-Tausendblatt, Sumpf-Teichfaden und Kanadische Wasserpest. Die Uferzone wird von Schilfröhricht eingenommen.
Zahlreiche Vogelarten leben am und im See. Der Höckerschwan brütet in großer Zahl. Weitere Brutvögel sind Haubentaucher, Rohrdommel, Graugans, Rohrweihe, Teich- und Schilfrohrsänger, Rohr- und Schlagschwirl, Beutel- und Bartmeise. Der Fischotter kommt vor.